# Korendijk
Korendijk este o comună în provincia Olanda de Sud, Țările de Jos. 

## Localități componente
Goudswaard, Nieuw-Beijerland, Piershil, Zuid-Beijerland, Tiengemeten, Nieuwendijk, Zuidzijde.